# Port lotniczy Aden
Port lotniczy Aden – międzynarodowy port lotniczy położony w Adenie, w Jemenie. Jest drugim co do wielkości portem lotniczym w kraju. 

## Linie lotnicze i połączenia
| Linia lotnicza  | Kierunek |
| --------------- | --- |
| Air Djibouti    | 1. Dżibuti |
| Royal Jordanian | 1. Amman |
| Yemenia         | 1. Addis Abeba 2. Al-Ghajda 3. Amman 4. Dubaj-Al Maktoum 5. Dżibuti 6. Dżudda 7. Kair 8. Kuwejt 9. Mumbaj 10. Rijan 11. Rijad 12. Sajun |